# Leptocereus grantianus
Leptocereus grantianus är en kaktusväxtart som beskrevs av Nathaniel Lord Britton. Leptocereus grantianus ingår i släktet Leptocereus och familjen kaktusväxter. Inga underarter finns listade i Catalogue of Life.

## Bildgalleri

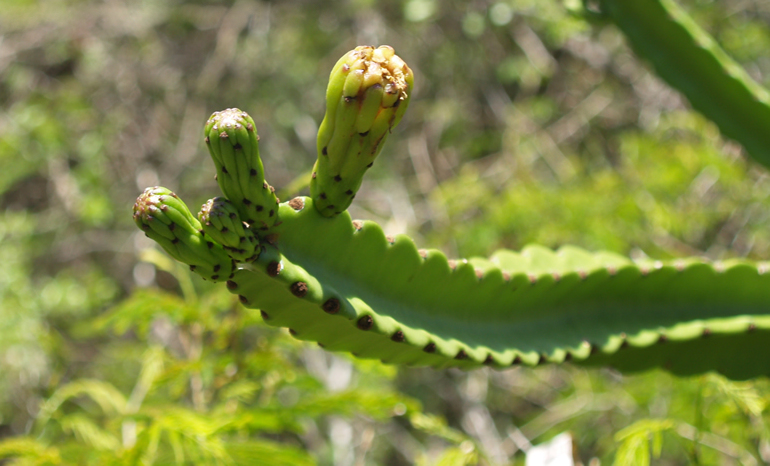
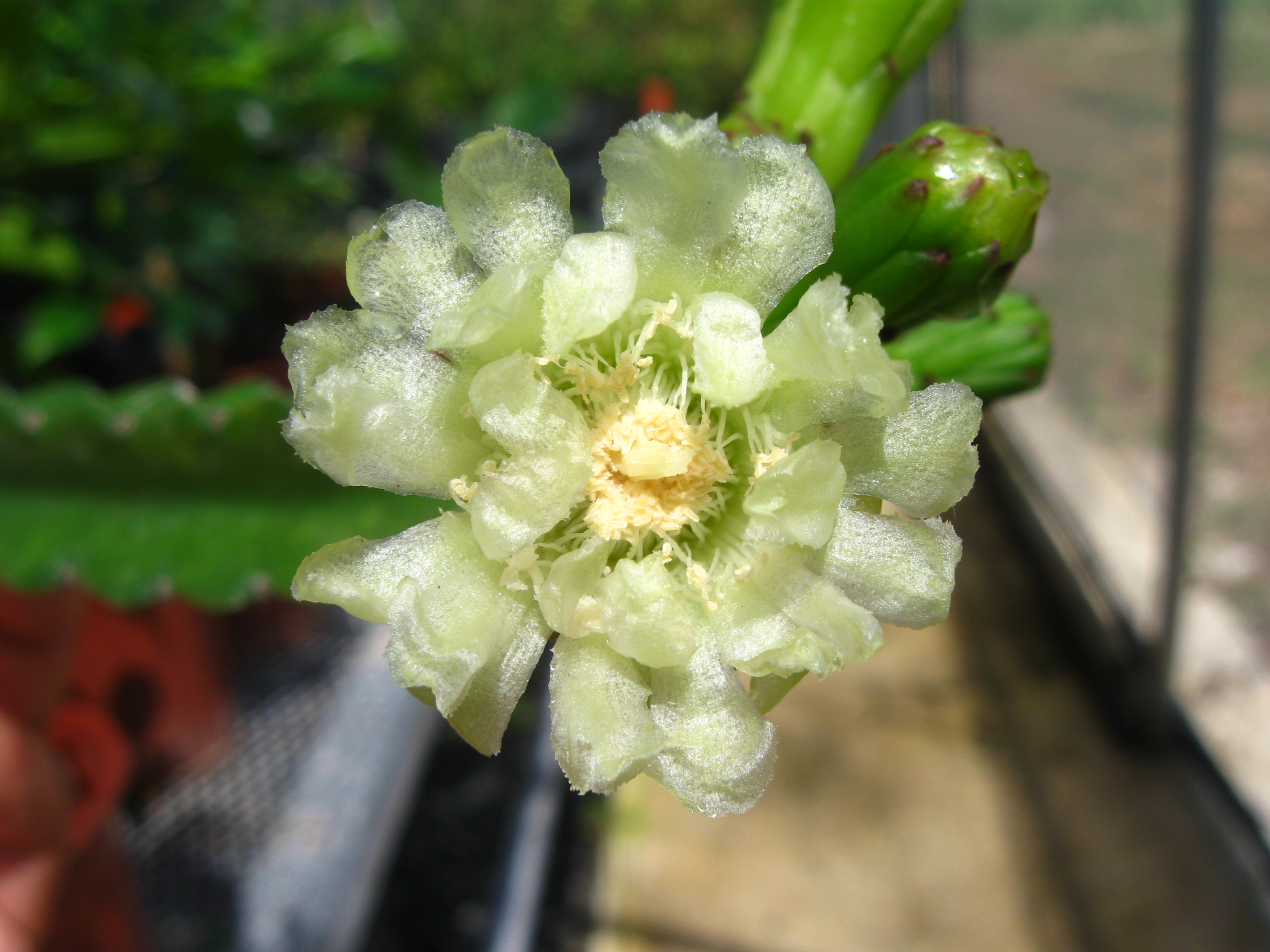
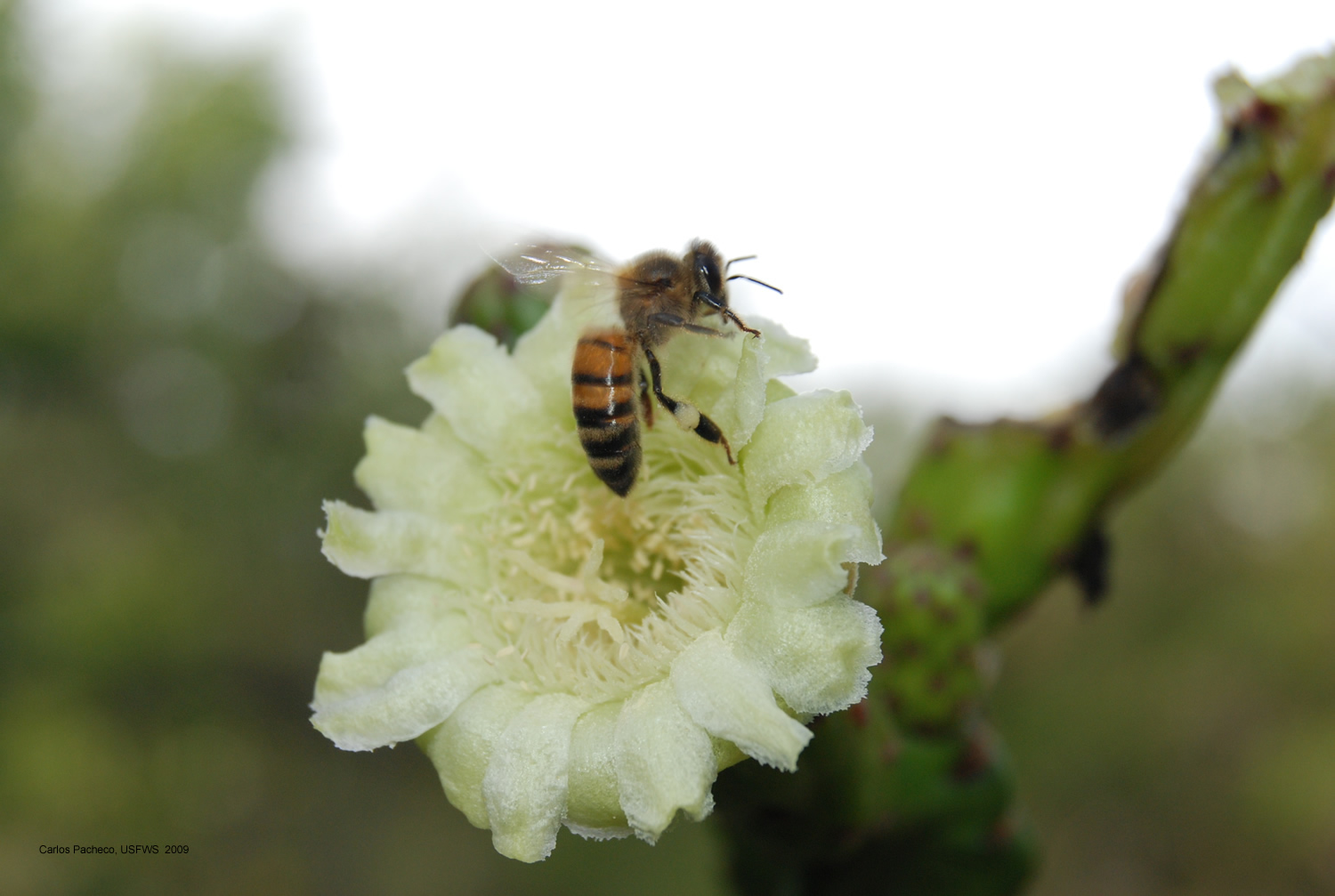